# 杭濟
杭濟（Ghanzi）是博茨瓦納西部的城市，也是杭濟區的首府，位於首都哈博羅內西北546公里，距離納米比亞66公里，海拔高度1,100至1,230米，平均每年降雨量375毫米，2001年人口9,934。

## 外部連結
- Botswana's national website （页面存档备份，存于）

21°42′S 21°39′E / 21.700°S 21.650°E